# Військово-морські сили Нової Зеландії
Військово-морські сили Нової Зеландії, офіційне найменування Королівський військово-морський флот Нової Зеландії (англ. Royal New Zealand Navy RNZN або маорі: Te Taua Moana o Aotearoa, «Морська армія Нової Зеландії») — один з видів військ у складі Збройних сил Нової Зеландії.

## Історія
Королівський військово-морський флот Нової Зеландії було створено у 1941 році. Організаційно входить до складу Збройних сил Нової Зеландії.
Станом на 2024 рік, Військово-морські сили Нової Зеландії працюють зі зниженою продуктивністю, три з дев'яти кораблів простоюють через брак персоналу.
5 жовтня 2024 року, біля берегів Самоа у Тихому океані, затонуло спеціалізоване водолазне та гідрографічне судно ВМС Нової Зеландії HMNZS Manawanui. Судно використовувався для обстеження узбережжя та гаваней, знешкодження підводних вибухових пристроїв та проведення пошуково-рятувальних операцій.

## Командування
Станом на 2024 рік: 
- Командувач ВМС Нової Зеландії — контрадмірал Гарін Голдінг;
- Командувач морського компонента Сил оборони Нової Зеландії — комодор Шейн Арнделл.